# Спеціалізований магістр
Спеціалізований магістр (СМ) (фр. Mastère Spécialisé, MS) — кваліфікаційний ступінь у менеджменті (управлінні) або інженерії у системі освіти Франції, заснований 1986 року Конференцією вищих шкіл. Ступінь призначений для тих студентів, що вже є магістрами, але бажають продовжити навчання з метою набуття вужчої спеціалізації. 
Навчання триває один рік, що включає також стажування не менше чотирьох місяців. Заняття проводяться французькою або англійською мовою. Для отримання ступеня студент повинен захистити дисертаційну роботу. 
Є спеціалізовані майстри в багатьох областях: авіація, інформатика, біологія, менеджмент тощо.